# Monastero di Samtavro
Il monastero di Samtavro (in georgiano სამთავროს მონასტერი?) è un complesso architettonico ortodosso di Mtskheta, in Georgia. Ne fanno parte la chiesa dedicata alla Trasfigurazione ed il convento di Santa Nino. Ricade sotto la giurisdizione del Catholicos Patriarca di tutta la Georgia. Nel 1994 è stato incluso nella lista dei patrimoni dell'umanità UNESCO insieme agli altri monumenti storici di Mtskheta.

## Storia
La chiesa sorge sul luogo in cui si dice che Santa Nino si sia fermata per raccogliersi in preghiera. La struttura originaria fu costruita nel IV secolo per volere del re Mirian III d'Iberia. Nel corso dei secoli l'edificio fu più volte danneggiato. Attorno al 1130 il re Giorgio I ed il catholicos Melchisedec I presero la decisione di fare ricostruire la chiesa. Il re Mirian III e sua moglie Nana sono sepolti nell'angolo sud-occidentale dell'edificio, sotto un baldacchino di pietra. Il luogo di sepoltura è decorato con dei grandi affreschi realizzati nel corso del XVII secolo.
Negli anni novanta, con la benedizione del catholicos Elia II, il celebre monaco Gabrieli Urgebadze si stabilì nella cosiddetta "torre di Mirian". Morto nel 1995, il monaco fu sepolto nel cortile del monastero. Nel 2012 è stato canonizzato dalla Chiesa apostolica autocefala ortodossa georgiana. L'edificio custodisce delle reliquie dei santi Abibo di Nek'resi e Shio di Mgvime, nonché alcune pietre della tomba di Santa Nino sita a Bodbe.

## Galleria d'immagini

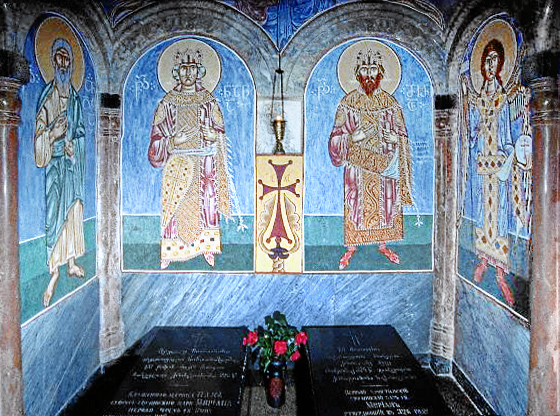
Tombe di Mirian e Nana
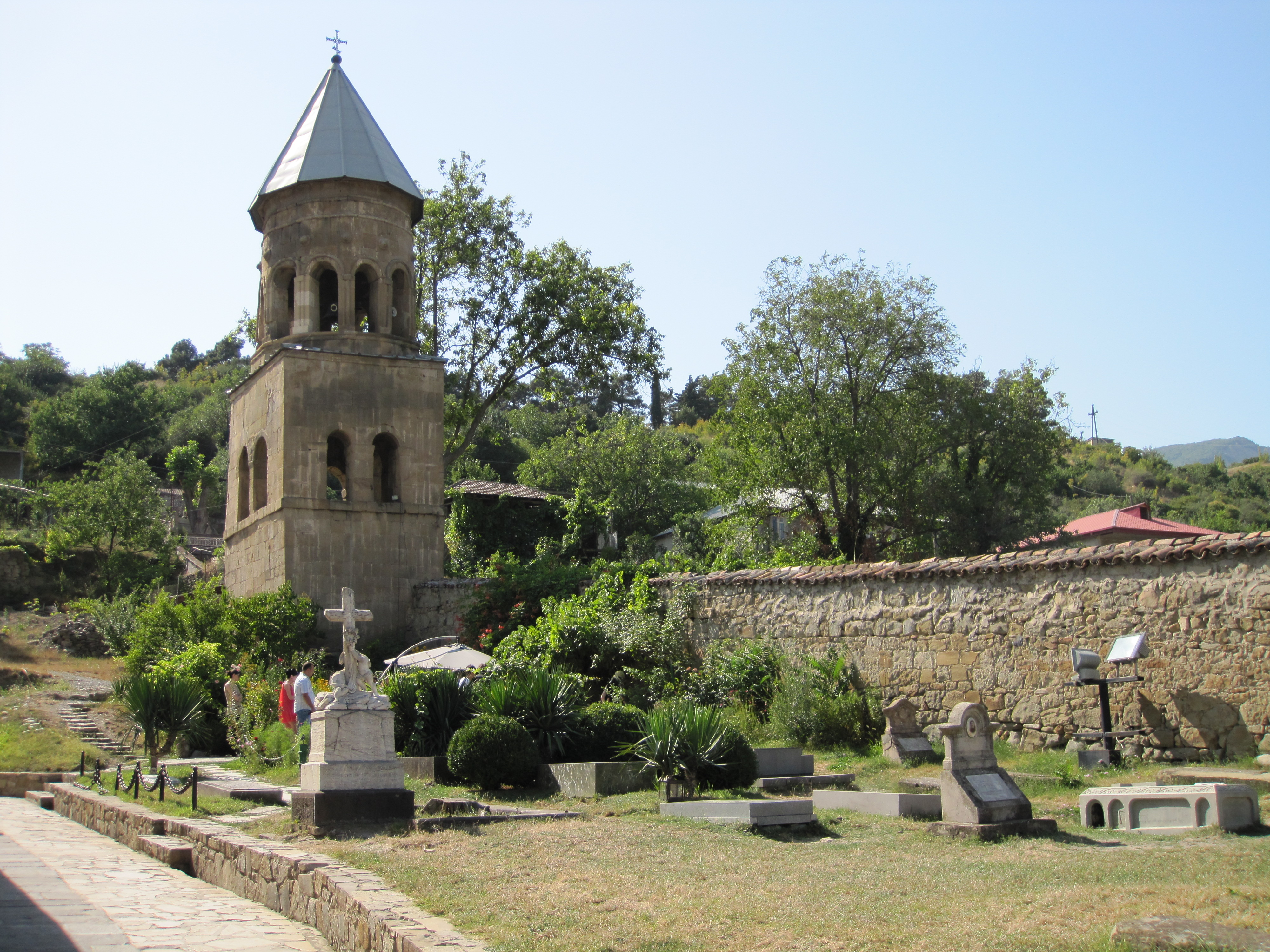
Campanile e cimitero
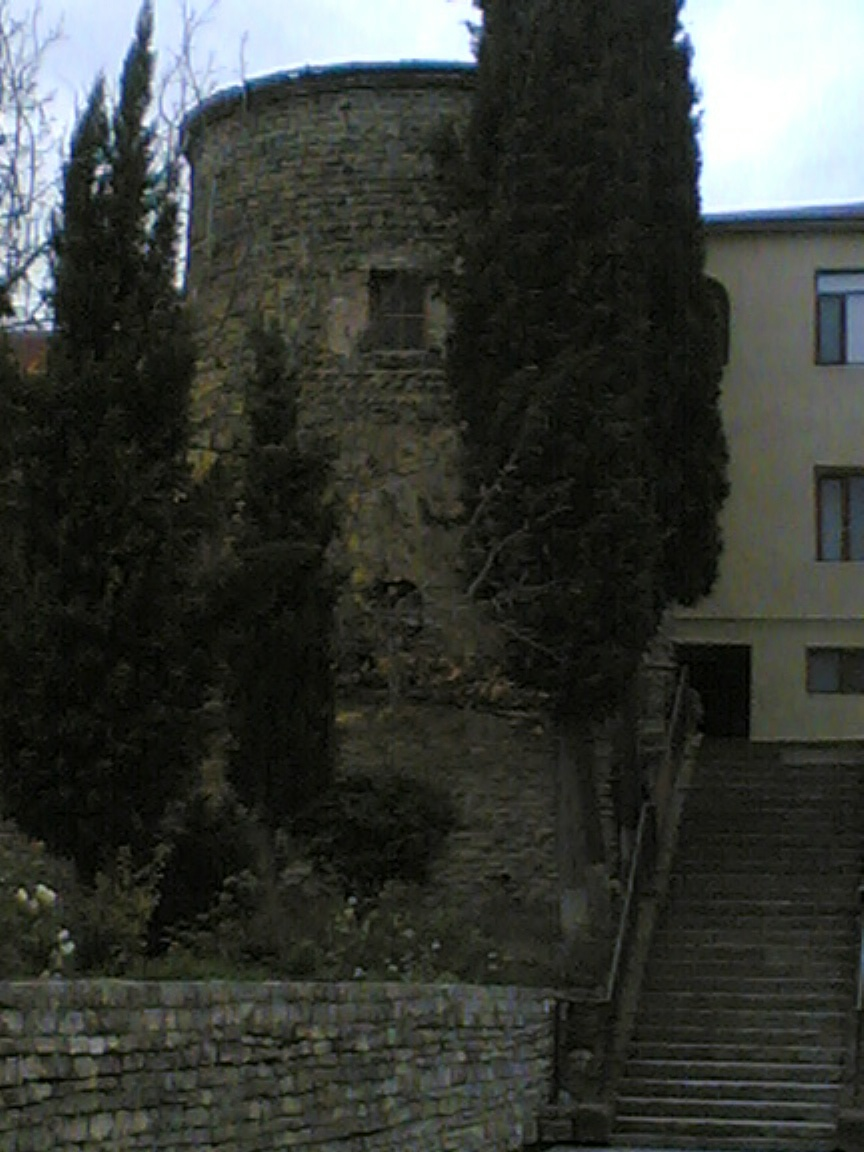
Torre di Mirian